# Maanlanding

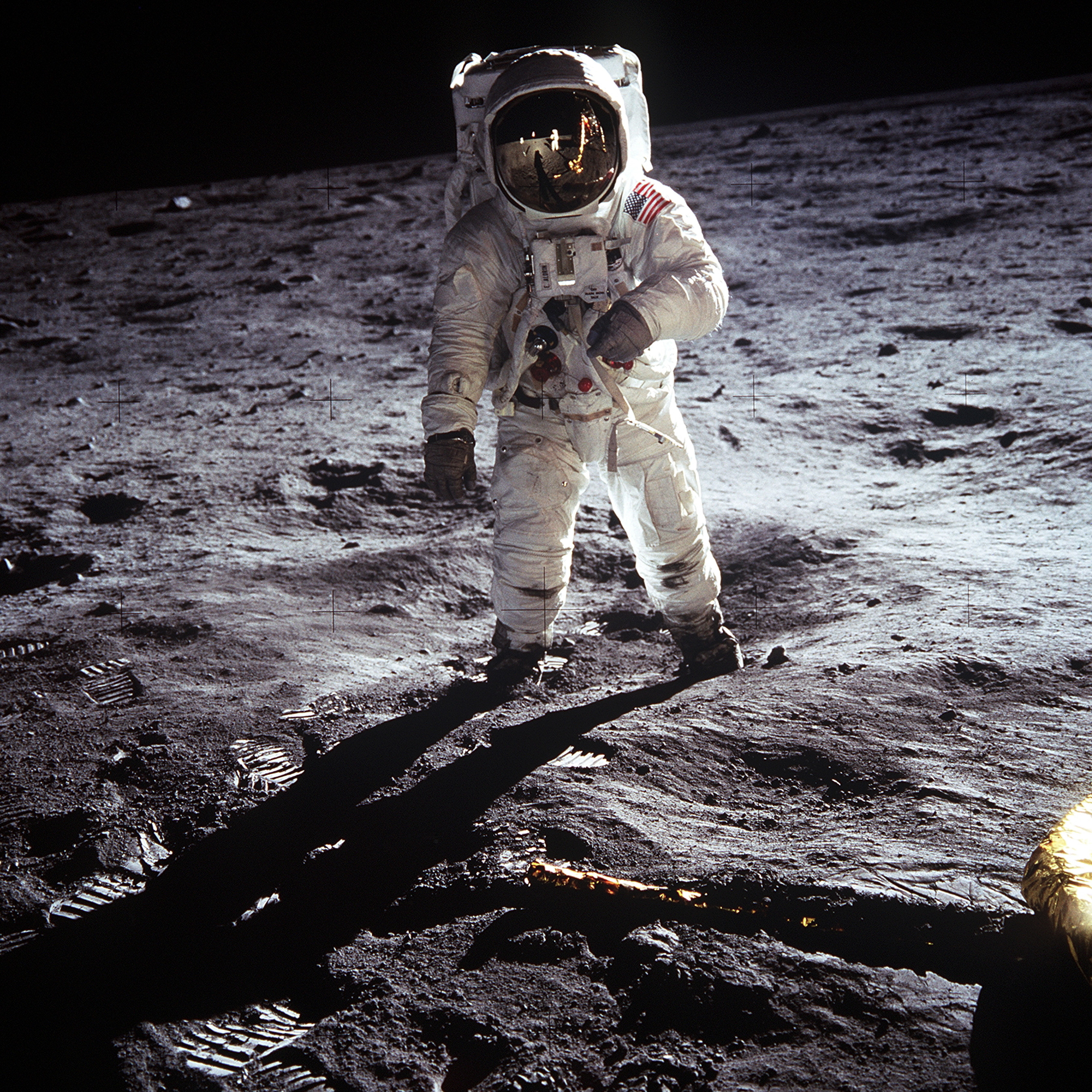
de eerste bemande maanlanding

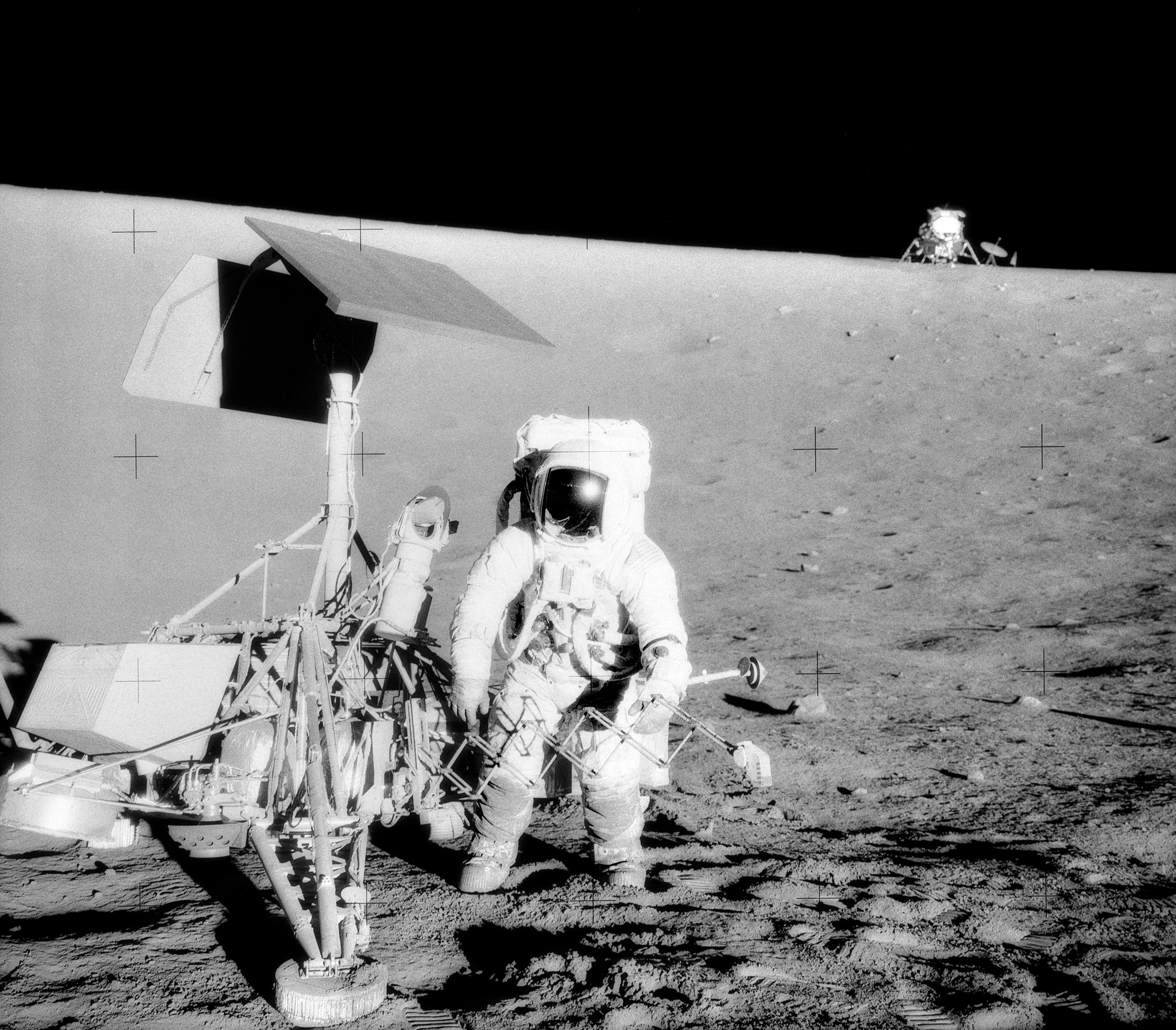
Apollo 12 op loopafstand van Surveyor 3

Men spreekt van een maanlanding wanneer een door de mens gemaakt ruimteschip, bemand of onbemand, op de maan neerkomt. De eerste succesvolle missie naar de maan was de Loena 2-missie van de Sovjet-Unie. De eerste succesvolle missie naar het maanoppervlak met een bemanning aan boord was de Apollo 11-missie van de Verenigde Staten.

## Onbemande maanlandingen
De Sovjet-Unie was onder het Loena-ruimtevaartprogramma verantwoordelijk voor de eerste maanlanding. Deze was robotisch en onbemand. In totaal zijn er tussen 1966 en 1976 zes zachte Loena-landingen uitgevoerd, waarbij met drie missies bodemmonsters retour gezonden werden naar de aarde. 
De Verenigde Staten hadden het onbemande Surveyorprogramma dat tussen 1966 en 1968 vijf zachte landingen realiseerde. 
In 2013 voerde China met de onbemande Chang'e 3-lander een zachte landing uit en in 2019 met Chang'e 4 voor het eerst op de achterzijde van de maan. In december 2020 landde de onbemande Chang'e 5 en plaatste China (als tweede land, na de VS) een vlag op de Maan. Chang’e 5 bracht ook bodemmonsters terug naar de aarde.

## Bemande maanlandingen

### Apollo
NASA, het ruimteprogramma van de Verenigde Staten onder leiding van de Duitse raketwetenschapper Wernher von Braun, was verantwoordelijk voor de maanlanding van de Apollo 11 op 21 juli 1969 om 03:56 Nederlandse tijd. Twee astronauten landden met de maanlander en stegen weer op met het bovenste deel ervan. De eerste man die voet zette op de maan was Neil Armstrong. De foto's van zijn collega-astronaut Buzz Aldrin zijn wereldberoemd geworden.
Na Apollo 11 zijn nog vijf maal mensen op de maan geland (ook weer steeds twee per keer), alle in het kader van het Apolloprogramma, dat was ingesteld door de Amerikaanse president John F. Kennedy.

### Sovjet-Unie
Hoewel de Sovjet-Unie aanvankelijk een voorhoederol speelde in de ontwikkeling van de ruimtevaart in de jaren 50 en 60 en er een opdracht zou zijn verstrekt aan de nationale ruimtevaartpionier Korolev om de mogelijkheden te onderzoeken en ontwikkelen, zijn de Sovjet-Unie en (later) Rusland er niet in geslaagd om een bemande maanlanding uit te voeren. Als verklaring hiervoor is door buitenlandse analisten aangevoerd: binnenlandse politieke intriges, slechte infrastructuur en een gebrek aan betrouwbare technologie om een eigen equivalent van de krachtige Saturn V-raket (de N1) te ontwikkelen. Na diverse mislukte lanceringen van de N1 hebben de Russen in 1972 het bemande maanprogramna beëindigd. Wel zijn de Russen er in 1970 nog in geslaagd om met de onbemande maansonde Loena 16 een bodemmonster terug te brengen naar de aarde, daarna ook nog met de Loena 20 en Loena 24.

### Artemis
Er zijn sindsdien meerdere Amerikaanse plannen voor een terugkeer naar de Maan geweest die door politieke onwil voor de terbeschikkingstelling van financiële middelen vaak door een volgende president weer werd geannuleerd.
Sinds 2019 is NASA in samenwerking met andere landen weer bemande maanlandingen aan het voorbereiden onder het Artemisprogramma. Een eerste bemande Artemislanding werd oorspronkelijk in 2024 voorzien maar is inmiddels enkele jaren vertraagd. De maanlander hiervoor zal een Starship HLS van SpaceX zijn. De regering Biden heeft aangegeven het door president Trump opgestarte artemisprogramma voort te zetten. Er werd een tweede bemande lander voor latere geselecteerd. Hiervoor werd Blue Origin gecontracteerd om een bemande versie van hun Blue Moon-concept te realiseren.

## Apollo-maanlandingscomplottheorie
De Apollo-maanlandingscomplottheorie is een complottheorie die stelt dat de Verenigde Staten niet echt astronauten naar de maan hebben gestuurd. Vrijwel alle wetenschappers, technici en ruimtevaartkenners schuiven de theorie als ongegrond terzijde. Er is namelijk een overvloed aan fysiek bewijs voor de landingen.